# فرانتس بکه
فرانتس بکه (به آلمانی: Franz Bäke) (۲۸ فوریه ۱۸۹۸–۱۲ دسامبر ۱۹۷۸) نظامی بلندپایه آلمانی در دوره رایش سوم بود که در جریان جنگ جهانی دوم یگان‌های زرهی مختلفی را فرماندهی کرد.

## سال‌های اولیه

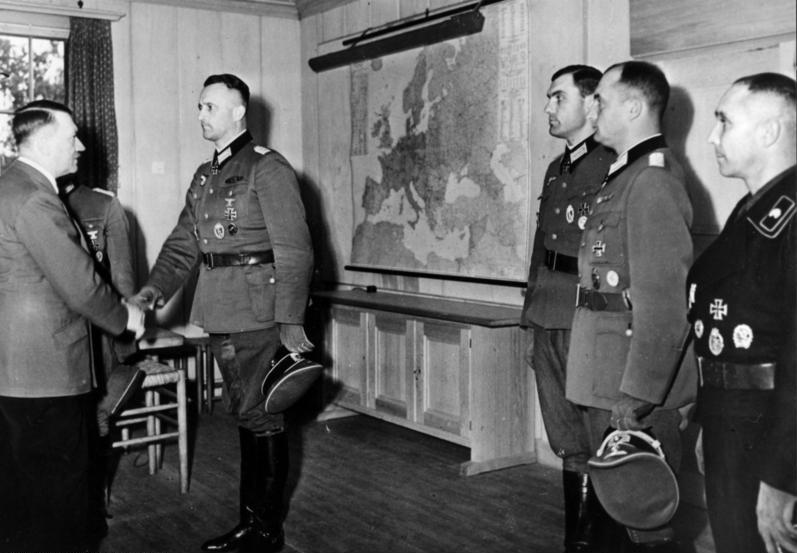
نفر نخست از سمت راست با لباس فرماندهان تانک، سال ۱۹۴۳ منتظر دریافت نشان از پیشوا آدولف هیتلر

فرانتس بکه روز ۲۸ فوریه سال ۱۸۹۸ در شوارتسنفلت زاده شد. در سنین نوجوانی نبرد را در جنگ جهانی اول تجربه و نشان شجاعت دریافت کرد. پس از خدمت به عنوان درجه‌دار در رایشسور، ماه دسامبر سال ۱۹۳۷ با درجه ستوان دوم وارد سلک افسران شد. پس از آغاز جنگ جهانی دوم، حین خدمت در گردان ۶۵ زرهی ماه نوامبر سال ۱۹۳۹ به درجه ستوان یکم ترفیع گرفت.

## نبرد فرانسه
ستوان یکم بکه هنگام آغاز عملیات زیشل‌شنیت (برش داس) برای تهاجم به فرانسه، فرمانده گروهان ۱ از گردان ۶۵ زرهی از لشکر ششم زرهی بود. یگان او روز ۱۳ مه سال ۱۹۴۰ پشتیبان گذر نیروهای لشکر از رود موز در مونترمه بودند. مجموعاً ۲۲ تانک زیر فرمان بکه بود که هنگام به‌کارگیری یگان ۱۸ فروند از آن‌ها عملیاتی بودند. پس از گذر از رود موز، گروهان بکه برای سه روز با سرعت زیادی در عمق خاک دشمن پیش رفت و در درگیری‌ها سنگین بر هسته‌های پراکنده مقاومت فائق آمد. در این مدت بکه خود شخصاً دو تانک فرانسوی را منهدم کرد. بکه به دستور سرتیپ ورنر کمپف، فرمانده لشکر، جلودار یورش روز ۱۶ مه گروه رزمی ایزِبِک به سمت گیز بود. بکه پیشاپیش تانک‌های خود عمل می‌کرد. گاهی برای شناسایی ناحیه از تانک خود پیاده می‌شد. حمله به گیز سپیده‌دم روز ۱۷ مه آغاز شد. آتش توپ‌های ۳٫۷ س‌م تانک‌های ساخت چک او قادر رخنه در زره جلویی تانک‌های فرانسوی نبودند؛ از این رو بکه دستور به دور زدن موضع دشمن و حمله از جناحین داد. پس از چند ساعت نبرد، نیروهای دشمن در گیز تسلیم شدند. در ادامه گروهان بکه در دفاع از سرپل اوتوویل-نوویلت در برابر ضدحمله زرهی فرانسوی‌ها نقش داشت.
سپس پیشروی هنگ ۶۵ زرهی به سمت پل زود اسخلده همچنان با جلوداری گروهان بکه ادامه پیدا کرد تا این که سرپلی مستحکم بر آن ایجاد شد. گروهان بکه قدم فراتر نهاد و سرپل مهمی را در نزدیکی بانتو در ۱۰ کیلومتری کمبره هم تصاحب کرد. روز ۲۰ مه نخستین درگیری بین تانک‌های بکه و تانک‌های بریتانیایی در نزدیکی کمبره به وقوع پیوست و یگان او توانست پنج دشمن را از بین ببرد. گروهان بکه با پیشتازی، روز ۲۳ مه به سن اومر در ۱۰ کیلومتری دانکرک رسید و این شهر را تصرف کرد. با توجه به ضعیف بودن نیروهای مقابل، بکه روز بعد به فرمانده گروه زرمی گفت می‌تواند به سرعت دانکرک را نیز تسخیر کند. سرهنگ هانس-کارل فون ایزبک موافق این کار بود و پیامی برای دریافت تأیید از فرماندهی لشکر، فرستاد. با این وجود فرمانی که لشکر از مراجع بالاتر گرفته بود موافق این امر نبود. لشکر نیمه شب ۲۴ مه از جانب فرماندهی سپاه ۴۱ موتوریزه مأمور به دفاع از خط کانال دِر در برابر حملات احتمالی دشمن شد. حرکت از روز ۲۷ مه از سرگرفته شد. این بار حرکت گروه رزمی ایزبک به سمت شرق با مقاومت شدیدی از جانب نیروهای بریتانیایی مواجه گردید. گروهان بکه صبح روز بعد به عنوان بخشی از گروه رزمی راوِنشتاین به سمت استحکامات مرزی بلژیک رفت. تانک‌های بکه با از بین چندین پناهگاه و درگیری با تانک‌های دشمن از خط گذشتند. روز بعد، ۲۹ مه اتصال با پیاده‌نظام گروه ارتش ب برقرار شد.
در جریان تلاش روز ۳۰ مه نیروهای بریتانیایی برای عقب‌نشینی از کاسل به سمت دانکرک، تانک‌های بکه در هوای به شدت مه‌آلود با تانک‌های دشمن درگیر شدند. خود بکه در قلب درگیری بود و تانکی که سوار آن بود چند تانک دشمن را منهدم کرد. بکه از طرف فرماندهی گروه رزمی کول دستور گرفت با رساندن خود به جلوی نیروهای دشمن راه آن‌ها را سد کند. گروهان بکه هم‌اینک چهارده تانک عملیاتی داشت. بکه خود را به پیش روی تانک‌های دشمن رساند. وقتی درگیری به پایان رسید پنجاه تانک یک تیپ دشمن از بین رفته بودند و فرمانده آن به همراه ۴۰ افسر و حدود ۲٬۰۰۰ سرباز به اسارت درآمدند. پس از نبرد، لشکر ششم زرهی عصرگاه همان روز در پایان مرحله نخست کارزار فرانسه از خط مقدم عقب کشیده شد.

## مابقی دوران خدمت
ماه مه سال ۱۹۴۱ در هنگ ۱۱ زرهی از لشکر ششم زرهی به درجه سروانی نائل آمد. لشکر او در تهاجم به شوروی مشارکت داشت و تا حومه لنینگراد پیش رفت. سپس ماه دسامبر به جنوب منتقل شد تا بخشی یورش به سمت مسکو باشد. ماه دسامبر سال ۱۹۴۱ فرماندهی گردان ۱ و سپس ماه آوریل سال ۱۹۴۲ گردان ۲ هنگ به بکه سپرده شد. لشکر برای بازسازی به فرانسه منتقل گردید. ماه اوت به درجه سرگردی ترفیع گرفت. به همراه لشکر ماه نوامبر به روسیه بازگشت. این لشکر به عنوان بخشی از ارتش چهارم زرهی، در تلاش ناموفق برای شکستن محاصره آلمانی‌ها در استالینگراد سهیم بود. بکه روز ۱۱ ژانویه سال ۱۹۴۳ مفتخر به دریافت نشان عالی صلیب شوالیه صلیب آهنین شد. پس از نشان دادن تهور در نبرد کورسک، روز ۱ اوت سال ۱۹۴۳ برگ‌های بلوط نیز به نشان صلیب شوالیه او افزوده گردید. در این نبرد با سلاح دستی سه تانک دشمن را منهدم کرد.
بکه ماه نوامبر سال ۱۹۴۳ به درجه سرهنگ دوم ترفیع گرفت و متعاقباً فرمانده هنگ ۱۱ زرهی شد. در نبردهای دفاعی اواخر سال ۱۹۴۳ و اوایل سال ۱۹۴۴ ابتکار و عزم راسخی در فرماندهی یک گروه زرهی ترکیبی از خود نشان داد. یگان او در یک عمل پنج‌روزه در منطقه تحت‌محاصره بالابانیفکا در مرکز اوکراین، ۲۶۷ تانک دشمن را از بین برد درحالی‌که تنها یک تانک تیگر ۱ و چهار تانک پنتر خود را از دست داد. به جهت این موفقیت‌ها، بکه روز ۲۱ فوریه سال ۱۹۴۴ شمشیرهای صلیب شوالیه را از دستان شخص پیشوا آدولف هیتلر دریافت کرد. ماه مه سال ۱۹۴۴ به درجه سرهنگی ترفیع گرفت و روز ۳ ژوئیه همان سال فرماندهی تیپ ۱۰۶ زرهی فِلت‌هِرن‌هاله به او سپرده شد.
بکه روز ۹ مارس فرماندهی لشکر زرهی فِلت‌هِرن‌هاله ۲ را بر عهده گرفت؛ آرایش ترکیبی که از بقایای دو لشکر زرهی و پنتسرگرنادیر دیگر ساخته شده بود. درحالی‌که به دشواری در حال دفاع از ناحیه مرزی مجارستان-اتریش بود، روز ۲۰ آوریل سال ۱۹۴۵ به درجه سرتیپی رسید.
پس از جنگ، سرتیپ فرانتس بکه در نهایت روز ۱۲ دسامبر سال ۱۹۷۸ در اثر یک تصادف رانندگی در هاگن جان باخت.